# Federico Chingotto
Federico Chingotto (Olavarría, 13 aprile 1997) è un giocatore argentino professionista di padel.

## Carriera
Ha iniziato a distinguersi nel mondo del padel nel 2016 quando, insieme a Juan Tello, raggiunse gli ottavi di finale  dell'Alicante Open. Nello stesso anno, all'Open di Monte Carlo, riuscirono nuovamente ad accedere agli ottavi.
Nella stagione 2017, hanno raggiunto due volte le semifinali, mentre nel 2019 hanno raggiunto la loro prima finale. Nella stagione 2020, hanno raggiunto la finale dell'Open di Lançon de Provence e poi dell'Open d'Orgon, perdendo entrambe le volte contro la coppia del circuito che ha chiuso ancora una volta la stagione al primo posto. Hanno finito per vincere il primo e unico titolo della loro primo titolo in 7 anni, al Las Rozas Madrid Open 2020, vincendo la finale a tavoolino contro Super Djamaï e Air Dubois, quest'ultimo indisposto per problemi fisici.
Nella stagione 2021 hanno terminato al quinto posto assoluto del World Padel Tour, avendo raggiunto 3 finali e 4 semifinali, ma senza vincere alcun titolo. Nel 2022 hanno continuato insieme, raggiungendo la finale del Major di Parigi del Premier Padel. Chingotto ha concluso la stagione con Martín Di Nenno, con il quale ha raggiunto la finale del Master Final del circuito World Padel Tour.
Nel 2023 è diventato il nuovo compagno sportivo di Francisco Navarro. Durante la stagione, hanno trovato la vittoria al Master di Barcellona, nell'ultima partita del circuito del World Padel Tour.
Ha iniziato la stagione 2024 insieme a Momo Gonzalez, ma successivamente si è unito a Alejandro Galán, dopo la separazione con Juan Lebrón.